# Giovanni Giacinto Sbaraglia
Giovanni Giacinto Sbaraglia, en latin Joannes Hyacinthus Sbaralea (né le 13 mars 1687 à Castrocaro Terme e Terra del Sole, dans l'actuelle province de Forlì-Cesena en Émilie-Romagne, située alors dans les États pontificaux et mort le 2 janvier 1764 à Rome) est un historien italien du XVIIIe siècle. 

## Biographie
Neveu de Giovanni Girolamo Sbaraglia, il était mineur conventuel à Bologne et plus tard à Florence. Dans son écrit Germana S. Cypriani et Afrorum, nec non Firmiliani et Orientalium, opinio de hæreticorum baptismate, etc., Bologne, 1741, in-4°, il défend l’authenticité des actes du concile d’Afrique, où l’on avait décidé la question de la nécessité de réitérer le baptême donné par les hérétiques. À ce traité se rattache le complément suivant : De sacris pravorum ordinationibus, Florence, 1750.